# Sorry for Party Rocking
Sorry for Party Rocking – drugi album studyjny amerykańskiego zespołu LMFAO, wydany 21 czerwca 2011 roku.
Pierwszym singlem promującym album został utwór „Party Rock Anthem”, który stał się wielkim hitem i znalazł się na samym szczycie na listach przebojów w Australii, Austrii, Kanadzie, Francji, Niemczech, Irlandii, Nowej Zelandii, Szwajcarii, Wielkiej Brytanii i w Stanach Zjednoczonych. W Polsce wiele razy zajmował pierwsze miejsca na listach przebojów radia RMF Maxxx i Eska. Na następny singiel LMFAO zdecydowało wydać „Champagne Showers”, do którego również został nakręcony teledysk. Trzecim singlem jest piosenka „Sexy and I Know It”, która stała się dużym przebojem. Zajęła 1. miejsce na amerykańskiej liście Billboard Hot 100.
Album w Polsce uzyskał status złotej płyty.

## Single
- „Party Rock Anthem” to pierwszy singiel z drugiego albumu. Został wydany 25 stycznia 2011. Singiel był numerem 1. w Australii, Austrii, Kanadzie, Francji, Niemczech, Irlandii, Nowej Zelandii, Szwajcarii, Wielkiej Brytanii i w Stanach Zjednoczonych.
- „Champagne Showers” to drugi singiel wydany 27 maja. LMFAO wykonuje go razem z Natalią Kills. Piosenka zajęła ósme miejsce na listach przebojów w Nowej Zelandii.
- „Sexy and I Know It” to trzeci singiel wydany 3 października 2011 roku. Zajął drugą pozycję na liście Billboard Hot 100.
- „Sorry for Party Rocking” to czwarty singiel wydany 17 stycznia 2012 roku.

## Lista utworów
1. „Rock the Beat II”
2. „Sorry for Party Rocking”
3. „Party Rock Anthem” (feat. Lauren Bennett & GoonRock)
4. „Sexy and I Know It”
5. „Champagne Showers” (feat. Natalia Kills)
6. „One Day”
7. „Take It to the Hole” (feat. Busta Rhymes)
8. „Best Night” (feat. will.i.am, GoonRock & Eva Simons)
9. „All Night Long” (feat. Lisa)
10. „With You”

Edycja na iTunes
1. „Party Rock Anthem” (Benny Benassi Remix) (feat. Lauren Bennett & GoonRock)

Edycja Deluxe
1. „Put That A$$ to Work”
2. „We Came Here to Party” (feat. GoonRock)
3. „Reminds Me of You” (LMFAO & Calvin Harris)
4. „Hot Dog”

Wydanie międzynarodowe
1. „Rock the Beat II”
2. „Sorry for Party Rocking”
3. „Party Rock Anthem” (feat. Lauren Bennett & GoonRock)
4. „Sexy and I Know It”
5. „Champagne Showers” (feat. Natalia Kills)
6. „One Day”
7. „Put That A$$ to Work”
8. „Take It to the Hole” (feat. Busta Rhymes)
9. „We Came Here to Party” (feat. GoonRock)
10. „Reminds Me of You” (LMFAO & Calvin Harris)
11. „Best Night” (feat. will.i.am, GoonRock & Eva Simons)
12. „All Night Long” (feat. Lisa)
13. „With You”
14. „Hot Dog”
15. „I'm in Miami Bitch”
16. „Shots” (feat. Lil Jon)
17. „La La La” (bonusowy utwór wydania japońskiego)
18. „Yes” (bonusowy utwór wydania japońskiego)
19. „Party Rock Anthem” (Benny Benassi Remix) (feat. Lauren Bennett & GoonRock) (bonusowy utwór na iTunes)

## Notowania
| Notowanie (2011)                         | Najwyższa pozycja |
| ---------------------------------------- | ----------------- |
| Australia (ARIA Charts)                  | 2                 |
| Austria (Ö3 Austria Top 40)              | 11                |
| Belgia (Flanders) (Ultratop 50)          | 41                |
| Belgia (Wallonia) (Ultratop 50)          | 26                |
| Kanada (Canadian Albums Chart)           | 3                 |
| Holandia (MegaCharts)                    | 96                |
| Francja (SNEP)                           | 8                 |
| Niemcy (German Downloads Chart)          | 4                 |
| Nowa Zelandia (New Zealand Albums Chart) | 4                 |
| Szwajcaria (Schweizer Hitparade)         | 16                |
| US Billboard 200                         | 12                |
| US Billboard Digital Albums              | 8                 |
| US Billboard Dance/Electronic Albums     | 2                 |
| US Billboard Top Rap Albums              | 3                 |

## Daty wydania
| Kraj              | Data            | Format               | Wydawca            |
| ----------------- | --------------- | -------------------- | ------------------ |
| Nowa Zelandia     | 17 czerwca 2011 | CD, digital download | Interscope Records |
| Francja           | 20 czerwca 2011 | CD, digital download | Universal Music    |
| Stany Zjednoczone | 21 czerwca 2011 | CD, digital download | Interscope Records |
| Brazylia          | 12 lipca 2011   | CD, digital download | Universal Music    |
| Japonia           | 13 lipca 2011   | CD, digital download | Universal Music    |
| Wielka Brytania   | 18 lipca 2011   | CD, digital download | Interscope Records |